# Африканівське водосховище
 Африка́нівське водосхо́вище  — невелике водосховище на правобережній балці річки Сухий Торець (басейн Сіверського Дінця). Розташоване в Барвінківському районі Харківської області.
- Водосховище побудовано в 1999 році по проекту інституту «Укргідропроект», м. Харків.
- Призначення — риборозведення, рекреація, акумуляція стоку.
- Вид регулювання — сезонне.

## Основні параметри водосховища
- нормальний підпірний рівень — 129,0 м;
- форсований підпірний рівень — 130,5 м;
- рівень мертвого об'єму — 128,4 м;
- повний об'єм — 1,5 млн м³;
- корисний об'єм — 1,35 млн м³;
- площа дзеркала — 39,8 га;
- довжина — 2,25 км;
- середня ширина — 0,18 км;
- максимальні ширина — 0,30 км;
- середня глибина — 3,79 м;
- максимальна глибина — 8,2 м.

## Основні гідрологічні характеристики
- Площа водозбірного басейну — 25,5 км².
- Річний об'єм стоку 50 % забезпеченості — 1,77 млн м3.
- Паводковий стік 50 % забезпеченості — 1,13 млн м3.
- Максимальні витрати води 1 % забезпеченості — 38,2 м3/с.

## Склад гідротехнічних споруд
- Глуха земляна гребля довжиною — 306 м, висотою — 10,4 м, шириною — 8 м. Закладення верхового укосу — 1:1,5, низового укосу — 1:2.
- Шахтний водоскид із монолітного залізобетону висотою розмірами 6,4×5,4 м.
- Водоскидний відвідний тунель довжиною — 42,5 м, розмірами 2,5×1,8 м.
- Донний водоспуск із металевої труби діаметром 530 мм. Розрахункова витрата — 2,09 м3/с.

## Використання водосховища
Водосховище використовується риборозведення.
Водосховище знаходяться на балансі Балаклійського МУВГ (акт приймання-передачі водосховища від Управління «Донецькводексплуатація» Харківському облводгоспу від 12 жовтня 2004 р.).

## Додаткові відомості
Загальний стан водосховища — задовільний. Експлуатаційною службою постійно ведеться нагляд за гідротехнічними спорудами. Протягом року коливання рівнів води в водосховищі відбуваються в межах 0,5-0,8 м. Під час теплого періоду року спостерігається сезонне «цвітіння» води. Замуленість водосховища невисока. Джерел забруднення та засмічення в прибережній захисній смузі немає.